# Rhönmuseum

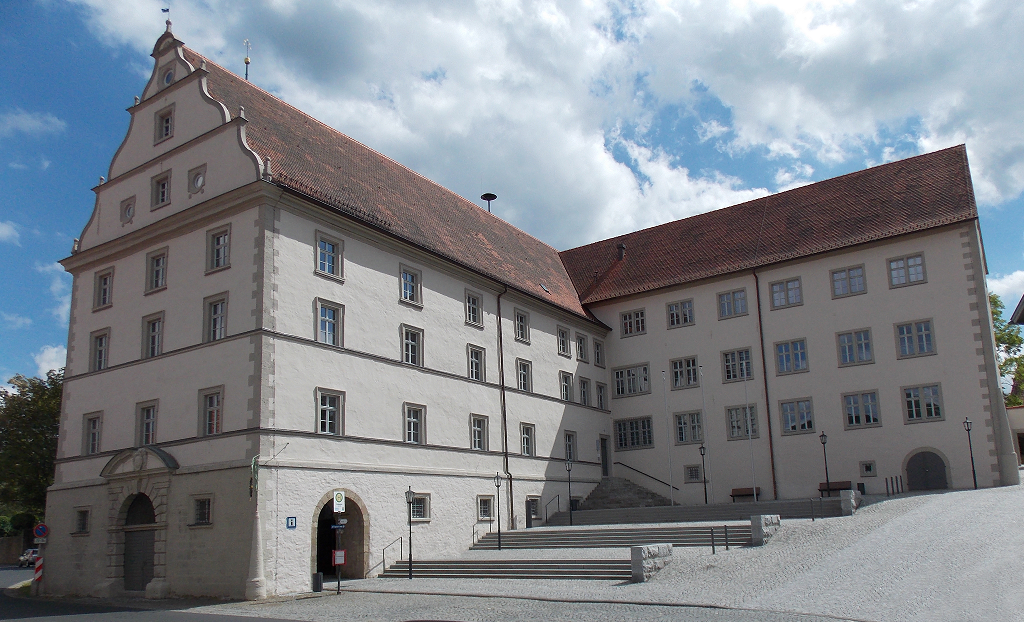
Außenansicht des Rhönmuseums im historischen Amtshaus von Fladungen

Das Rhönmuseum ist ein Regionalmuseum in Fladungen (Landkreis Rhön-Grabfeld, Bayern).

## Geschichte
Das im historischen Amtshaus (1628) beherbergte Regionalmuseum kann auf eine rund einhundertjährige Geschichte zurückblicken. Seine Gründung 1921 verdankt es dem Bezirksamtsmann Alfred Jacob (1874–1951), der die Zielsetzung des Hauses in seiner Eröffnungsrede postulierte: „Das Institut verfolgt nicht nur den Zweck, ein Bild von der Geschichte und der wirtschaftlichen Entwicklung des Bezirkes […] zu geben, sondern es erfaßt das weite Gebiet der ganzen Rhöngegend überhaupt“.
Bereits ein Jahr nach der Gründung wurde Dr. Jacob abberufen. Seine Nachfolge trat der Fladunger Forstmeister Vogt an. Mit der Gründung eines Trägervereins im Jahre 1925 konnte der dauerhafte Betrieb des Museumsprojektes gesichert werden.
In den Anfangsjahren rückte das Rhönmuseums verstärkt naturkundliche Aspekte in den Fokus. So fanden beispielsweise das Herbar Otto Arnold sowie die Insektensammlung Zeiller bereits in den 1920er Jahren Eingang in die Sammlung. Diese frühen naturkundlichen Sammlungen liefern heute wichtige Erkenntnisse über den Wandel der Flora und Fauna der Rhön.
Der Aufwind des Rhönmuseums fand durch die Kriegsjahre einen abrupten Abbruch. Kriegsbedingt schloss das Rhönmuseum vorübergehend seine Tore und die Ausstellungsräume wurden zeitweise anderen Nutzformen zugeführt. So beherbergte das historische Gebäude das Kaiser-Wilhelm-Institut für Silikatforschung (heute Max-Planck-Gesellschaft).
Bereits vor dem Zweiten Weltkrieg übernahm Franz Wald die Leitung des Hauses, welches er auch nach dessen Ende weiterführte. Unter Mitwirkung der Landesstelle für Denkmalpflege in München wurde nun ein systematischer Sammlungsaufbau vorangetrieben. Hierbei kam der Volkskunde fortan eine zentrale Stellung zu, was das Profil des Rhönmuseums nachhaltig prägte. Als Franz Wald im Jahre 1958 verstarb, ging die Museumsleitung an seinen Sohn Ludwig Wald über. Während seiner Amtszeit entwickelte das Rhönmuseum überregionale Bedeutung und verzeichnete einen steten Sammlungszuwachs.
Der einstige Gedanke eines Gesamt-Rhönmuseums verlor im Laufe der Geschichte an Bedeutung, bis ihm durch die Innerdeutsche Grenze auch politisch ein Ende gesetzt wurde. Die historisch gewachsenen Sammlungen spiegeln somit auch die realpolitischen Geschehnisse des Grenzlandes Rhön sowie die besonderen Standortfaktoren der unterfränkischen Stadt Fladungen wieder. 1975 folgte Albrecht Wald als neuer Museumsleiter der familiären Tradition. Mit ihm erlebte das Rhönmuseum eine stete Professionalisierung und steigende Besucherzahlen, die mitunter durch den vermehrten Grenztourismus begünstigt wurden.
Nach rund 90 Jahren Trägerschaft wurde der Verein Rhönmuseum e.V. im Jahre 2015 in einen Förderverein umgeformt. Seither fungieren der Landkreis Rhön-Grabfeld sowie die Stadt Fladungen zu gleichen Anteilen als Träger. Das Rhönmuseum wird als gKU (gemeinsames Kommunalunternehmen) geführt.
Wegen Umbaumaßnahmen und einer inhaltlichen Neuausrichtung war das Museum seit 2010, von gelegentlichen Sonderveranstaltungen abgesehen, für insgesamt 15 Jahre geschlossen. Die Wiedereröffnung fand im März 2025 statt.

## Sammlungen
Das Rhönmuseum beherbergt kultur- und naturgeschichtliche Objekte der Region Rhön.

### Kunst- und Kulturgeschichte
Einen Schwerpunkt bilden regionale Schnitzarbeiten, hierzu gehören u. a. die bekannten Rhöner-Masken (Fastnachtsmasken, Larven) und Nickfiguren (auch Nickmännchen, Nockfigur). Ebenfalls das Werk eines unbekannten Rhöner Holzschnitters sind 32 Krippenfiguren (einschließlich Tiere) aus der Zeit um 1760/70, die seit 1967 als Leihgabe der Kirchengemeinde Oberfladungen im Museum aufbewahrt werden. Die 16–24 cm hohen Figuren sind vollrund geschnitzt und wie Altarfiguren in Lüstertechnik gefasst.
Hervorzuheben sind ferner die umfangreiche Sammlung des Künstlers Anton Rausch (1882–1938, Maler, Grafiker, sog. Madonnenmaler), die fotografische Sammlung von Hermann Eckert (1873–1964, Eisenacher Haus, Rhönklub), sowie Gemälde der Maler Julius von Kreyfelt (1863–1947, Malerdorf Kleinsassen) und Pedro Ernst Johann Schmiegelow (1863–1943).

### Naturgeschichte
Die Naturkundliche Sammlung verfügt über Tier- und Pflanzenpräparate der Rhön, darunter das bekannte Herbarium von Otto Arnold (digitalisiert durch das Senckenberg Forschungsinstitut, abrufbar über das Netzwerk Global Biodiversity Information Facility (GBIF)) sowie die Insektensammlung Heinrich Bickert.

## Sonder- und Wechselausstellungen
Das Rhönmuseum verfügt über eine ca. 240 m² große Sonder- und Wechselausstellungsfläche.

## Bibliothek
Dem Rhönmuseum ist eine Präsenzbibliothek angeschlossen. Die seit den 1920er Jahren aufgebaute Literatursammlung umfassen über 100.000 Bücher, deren Fokus auf der Rhöner Kultur- und Naturgeschichte liegt.